# Envâr-ı Zekâ
Die Zeitschrift Envâr-ı Zekâ (osmanisch انوار ذكا İA Envâr-ı Zekâ, deutsch ‚Lichter der Intelligenz oder Lichter des Verstandes‘) wurde zwischen 1883 und 1885 (im Original 1299 bis 1302) in der Druckerei Ebüzziya von dem Schriftsteller Mustafa Reşid herausgegeben. Insgesamt wurden 34 Ausgaben veröffentlicht. Die Zeitschrift definiert sich selbst als „zweiwöchentliche Zeitschrift, die sich mit allem außer Politik befasst“.
Nach Angaben des Herausgebers erschien die Zeitschrift alle fünfzehn Tage, wobei die genauen Erscheinungstermine der Ausgaben ungewiss bleiben.
Envar-i Zeka ist eine der Zeitschriften, die Zeuge der literarischen Aktivitäten der Künstler der Ara Nesil geworden sind. Sie enthält die Werke von Tanzimat-Künstlern und verfügt über einen großen Autorenstab. Darüber hinaus nimmt sie mit ihren Übersetzungsaktivitäten einen wichtigen Platz in der türkischen Literatur ein. Neben literarischen, philosophischen und wissenschaftlichen Übersetzungen aus dem Deutschen, Französischen und Englischen gehört zu den Besonderheiten, dass einige der ersten Beispiele für Prosadichtung und Poesie in der türkischen Literatur nach der Tanzimat-Zeit zu finden sind.